# Zach Bogosian
Zachary „Zach“ Bogosian (* 15. Juli 1990 in Massena, New York) ist ein US-amerikanischer Eishockeyspieler armenischer Abstammung, der seit November 2023 bei den Minnesota Wild aus der National Hockey League (NHL) unter Vertrag steht und dort auf der Position des Verteidigers spielt. Mit den Tampa Bay Lightning gewann Bogosian in den Playoffs 2020 den Stanley Cup, nachdem er zuvor unter anderem fünf Jahre bei den Buffalo Sabres sowie sieben Spielzeiten im Franchise der Atlanta Thrashers bzw. Winnipeg Jets verbracht hatte.

## Karriere

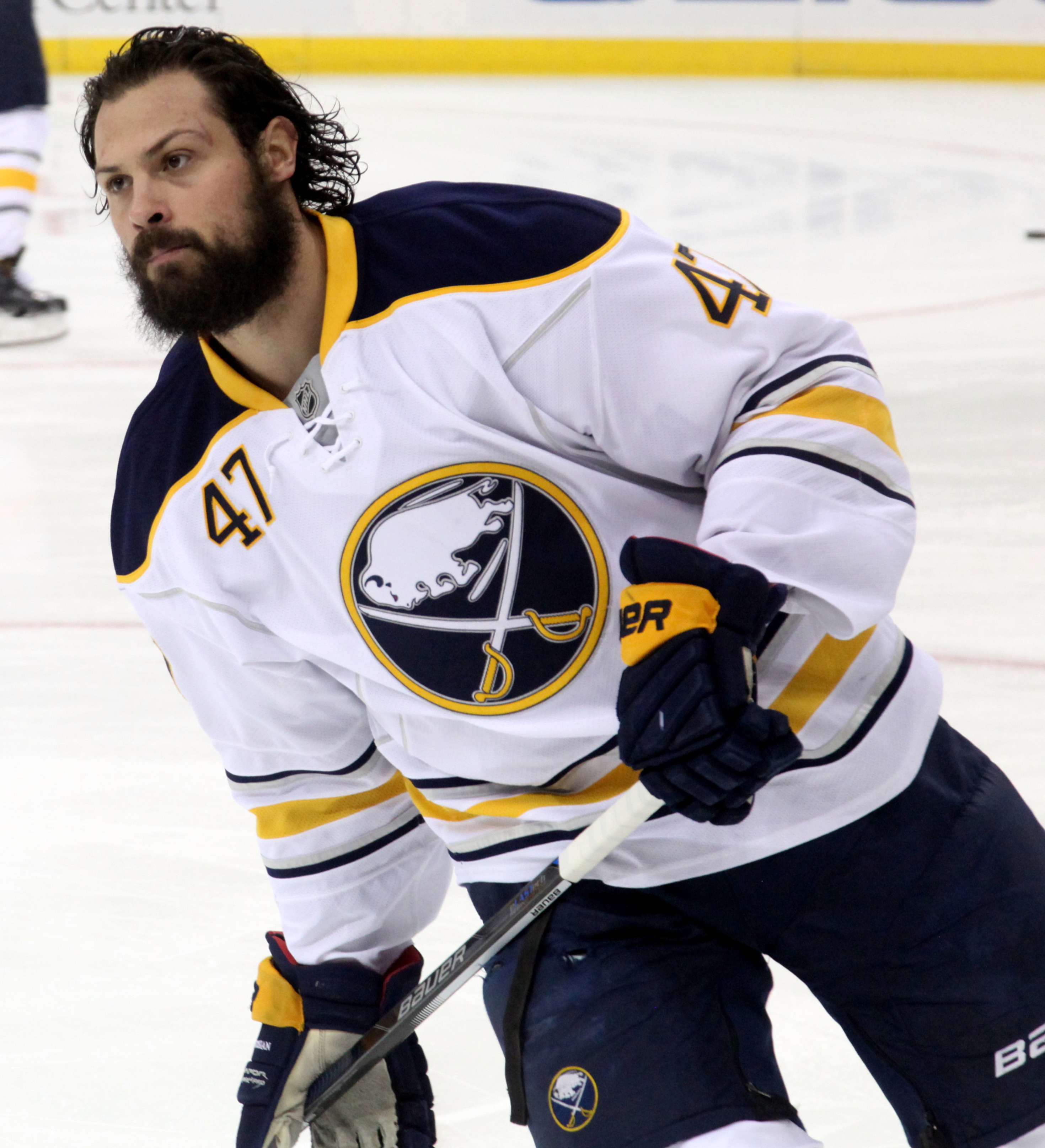
Bogosian im Trikot der Buffalo Sabres (2016)

Bogosian begann seine Karriere 2005 bei seinem Highschool-Team, den Cushing Academy Penguins, wo er durch seine Spielweise auf sich aufmerksam machen konnte und in der ersten Runde der OHL Priority Selection von den Peterborough Petes ausgewählt wurde. Bei den Petes begann er gleich mit einer guten Saison und war mit sieben Toren und 26 Assists nach Kyle Raftis punktbester Verteidiger der Mannschaft, die jedoch die Playoffs verpasste. Bereits im Herbst 2007 vor seiner zweiten Spielzeit wurde Bogosian zu einem der Assistenzkapitäne der Petes ernannt und er wurde dieser Führungsrolle gerecht. Er führte seine Mitspieler als bester Scorer des Teams mit 61 Punkten in 60 Spielen an und war zweitbester Vorlagengeber unter den Verteidigern der Liga. Die Mannschaft konnte auch in die Playoffs einziehen, jedoch schied sie bereits in der ersten Runde aus. Durch seine guten Leistungen wurde Zach Bogosian zu den hoffnungsvollsten Talenten seines Jahrgangs gezählt und wurde schließlich in der ersten Runde an der dritten Position des NHL Entry Draft 2008 von den Atlanta Thrashers aus der National Hockey League (NHL) ausgewählt.
Schon wenige Monate später im Trainingslager der Thrashers erhielt er einen Stammplatz im NHL-Kader. Nach den ersten acht Saisonspielen brach er sich jedoch das Bein und fiel für längere Zeit aus. Dennoch etablierte er sich nach seiner Genesung in der Liga und zog im Sommer 2011 mit dem Franchise ins kanadische Winnipeg um, wo es fortan als Winnipeg Jets am Spielbetrieb teilnahm. Im Februar 2015 gaben ihn die Winnipeg Jets samt Evander Kane und den Rechten an Nachwuchstorwart Jason Kasdorf an die Buffalo Sabres ab und erhielten im Gegenzug Tyler Myers, Drew Stafford, die zwei Nachwuchsspieler Brendan Lemieux und Joel Armia sowie ein Erstrunden-Wahlrecht für den NHL Entry Draft 2015. Zu diesem Zeitpunkt verfügte Buffalo über gleich drei Wahlrechte für die erste Draftrunde, wobei die Jets das niedrigste Wahlrecht erhalten sollen, das vom Abschneiden in der laufenden Saison der St. Louis Blues und der New York Islanders abhing.
Nach fünf Jahren in der Organisation der Sabres verlor Bogosian in der Saison 2019/20 seinen Stammplatz im NHL-Aufgebot, sodass sich das Team und der Spieler im Februar 2020 auf eine vorzeitige Auflösung seines Vertrages einigten. Wenige Tage später nahmen ihn die Tampa Bay Lightning bis zum Saisonende unter Vertrag. Mit dem Team nahm er in den Playoffs 2020 erstmals in seiner Karriere an der post-season teil und gewann dabei prompt den Stanley Cup. Anschließend wurde sein auslaufender Vertrag nicht verlängert, sodass er sich als Free Agent im Oktober 2020 den Toronto Maple Leafs anschloss. In gleicher Weise kehrte er im Juli 2021 zu den Lightning zurück, bei denen er einen Dreijahresvertrag unterzeichnete. Der für ihn zweite Titel – für die Lightning gar der dritte in Folge – wurde im Endspiel der Playoffs 2022 durch eine 2:4-Niederlage gegen die Colorado Avalanche knapp verpasst. Im November 2023 wurde der US-Amerikaner im Tausch gegen ein Siebtrunden-Wahlrecht im NHL Entry Draft 2025 an die Minnesota Wild abgegeben.

### International
Bogosian debütierte für die Nationalmannschaft der USA bei der Weltmeisterschaft 2009 und belegte mit dem Team dabei den vierten Platz.

## Erfolge und Auszeichnungen
- 2007 OHL Second All-Rookie Team
- 2008 Teilnahme am CHL Top Prospects Game
- 2008 OHL First All-Star Team
- 2020 Stanley-Cup-Gewinn mit den Tampa Bay Lightning

## Karrierestatistik
Stand: Ende der Saison 2024/25

### International
Vertrat die USA bei:
- Weltmeisterschaft 2009

(Legende zur Spielerstatistik: Sp oder GP = absolvierte Spiele; T oder G = erzielte Tore; V oder A = erzielte Assists; Pkt oder Pts = erzielte Scorerpunkte; SM oder PIM = erhaltene Strafminuten; +/− = Plus/Minus-Bilanz; PP = erzielte Überzahltore; SH = erzielte Unterzahltore; GW = erzielte Siegtore; 1 Play-downs/Relegation; Kursiv: Statistik nicht vollständig)